# Tonelada equivalente de petróleo
La tonelada equivalente de petróleo (tep, en inglés toe) es una unidad de energía. Su valor equivale a la energía que rinde una tonelada de petróleo, la cual, como varía según la composición química de este, se ha tomado un valor convencional de:
41 868 000 000 J (julios) (41,87 GJ) = 11 630 kWh (kilovatios-hora).
Es una de las unidades grandes de energía. Sirve también de parámetro (comparación) de los niveles de emisión de dióxido de carbono (CO2) a la atmósfera que se generan al quemar diversos combustibles.
Equivalencias de 1 tep expresadas en toneladas de CO2
- Gas natural = 2,1
- Carbón mineral = 3,8
- Gasoil (o gasóleo, o diésel, o dísel) = 2,9

Referencia: 1 tep = 1,435 toneladas de carbón mineral.